# 강경진 (독립운동가)
강경진(姜景鎭, 1893년 5월 4일 ~ 1940년 12월 8일)은 대한민국의 독립운동가이다.
본관은 진주(晋州)이고 호(號)는 산남(山南)이다.

## 생애

### 일생
그는 1919년 3.1 운동에 참여한 직후 같은 해 1919년 7월 대동단(大同團)에 가입한 후 김재구(金在九)·한태현(韓泰鉉) 등과 전라북도 남원 지방을 중심으로 대동단 조직 확대에 힘을 쏟는 한편 경성의 대동단 중앙본부로부터 교부를 받은 각종 선전물을 배포하면서 대한 독립 의식을 고취하였으며, 군자금을 모집하여 대동단 중앙본부에 제공하는 등 대한 독립 운동에 앞장을 섰다.
대동단은 1919년 3월 말 전협(全協)·최익환(崔益煥) 등이 대한 조선 전국 민족의 대동단결을 표방하고 경성부에서 결성한 독립 운동 단체인데, 본부를 경성부에 두고 전국 각처에 지단을 설치하였다. 또 동단에서는 당시 사회 각층을 황족(皇族)·진신(縉紳)·유림(儒林)·종교(宗敎)·교육(敎育)·상공(商工)·노동(勞動)·청년(靑年)·군인(軍人)·부인(婦人)·지역구역(地域區域) 등 11개 단(團)으로 분류하고, 이들 각층의 인사들을 통일·종합함으로써 범국민적 조직을 구상했다. 강경진 등이 활약한 대동단 전라북도 남원 지단에서는 주로 청년단원을 근간으로 조직 활동을 벌였다. 또 이들은 자금을 수합하여 경성의 대동단 중앙본부를 지원하기도 했다. 그런데 1919년 11월 대동단 중앙본부가 주도한 의친왕 이강(義親王 李堈) 前 대한제국 대리청정의 중화민국 장쑤 성 상하이(上海) 망명 관련 계획이 일경에 발각됨으로써 대동단 조직의 전모가 드러나게 되었다. 그리하여 동단의 전라북도 지단도 자연 발각되었고, 이로 인하여 그는 1920년 3월 15일 전라남도 광주지방법원 전라북도 군산지원에서 징역 1년형을 언도받아 옥고를 치른 후 1921년 3월 15일 만기출감하였다.
이후 1927년 신간회 창립 대회에 초급행정위원으로 참여하였고 이후 1928년에서 1935년까자 한국독립당 자치행정연대위원을 지냈다.

### 사후
대한민국 정부에서는 고인의 공훈을 기리고자 1982년 대한민국 대통령 표창장을, 1990년 대한민국 건국훈장 애족장을 각각 추서하였다.